# عسلی (سرده)
عسلی (نام علمی: Cerinthe) نام یک سرده از تیره گاوزبانیان است.